# تپه زل داغی
تپه زل داغی مربوط به هزاره اول قبل از میلاد - سده‌های میانه دوران‌های تاریخی پس از اسلام است و در شهرستان ورزقان، بخش مرکزی، دهستان سینا، ۵۰ متری شرق روستای لجین واقع شده و این اثر در تاریخ ۲۷ اسفند ۱۳۸۷ با شمارهٔ ثبت ۲۶۴۳۱ به‌عنوان یکی از آثار ملی ایران به ثبت رسیده است.